# Ville-Marie—Le Sud-Ouest—Île-des-Sœurs
Pour les articles homonymes, voir Ville-Marie.
Ville-Marie—Le Sud-Ouest—Île-des-Sœurs est une circonscription électorale fédérale canadienne. Située au Québec, principalement sur l'île de Montréal, elle couvre la majorité du territoire du centre-ville de Montréal. Elle est représentée à la Chambre des communes par Marc Miller (Parti libéral du Canada) depuis les élections fédérales de 2015.

## Géographie
La circonscription contient une partie de l'arrondissement de Ville-Marie, une partie de l'arrondissement Le Sud-Ouest incluant les quartiers de Petite-Bourgogne, Pointe-Saint-Charles et la partie au sud de la rue Notre-Dame du quartier Saint-Henri, la petite partie au sud de l'avenue du Parc de l'arrondissement Plateau-Mont-Royal, ainsi que l'Île-des-Sœurs de l'arrondissement Verdun de la ville de Montréal.
Les circonscriptions limitrophes sont LaSalle—Émard—Verdun, Notre-Dame-de-Grâce—Westmount, Outremont, Laurier—Sainte-Marie et Brossard—Saint-Lambert.

## Historique
La circonscription de Ville-Marie—Le Sud-Ouest—Île-des-Sœurs est créée lors du redécoupage électoral de 2013. Son territoire comprend une grande partie de l'ancienne circonscription de Jeanne-Le Ber, à laquelle s'ajoute une partie du centre-ville de Montréal précédemment incluse dans Westmount—Ville-Marie et Outremont. Elle reprend également une partie du territoire de Laurier—Sainte-Marie, incluant les îles du parc Jean-Drapeau.
Lors du redécoupage électoral de 2022-2023, la circonscription perd à l'ouest la partie située au nord de la rue Notre-Dame Ouest et à l'ouest de l'avenue Atwater, et au nord, elle perd la partie situé au nord du pont Victoria et de l'autoroute 10 jusqu'à l'autoroute Ville-Marie qui comprend les îles Notre-Dame et Sainte-Hélène, ainsi que le Vieux-Port et la Cité du Havre. La population de la circonscription redécoupée est alors estimée à 114 364 habitants.

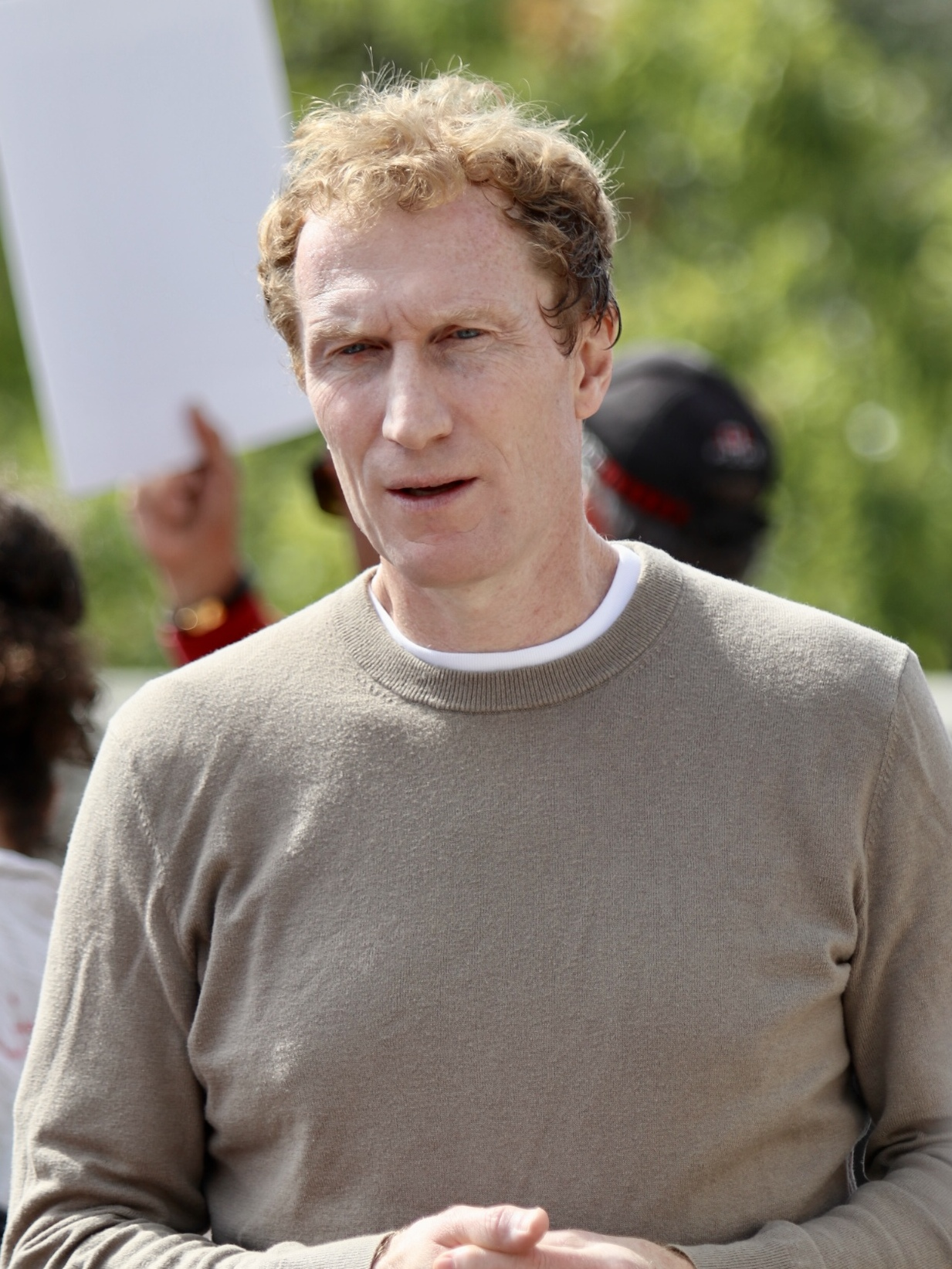
Marc Miller

## Députés
| Législature | Années        | Député      | Parti | Parti   |
| --- | ------------- | ----------- | ----- | ------- |
| Ville-Marie—Le Sud-Ouest—Île-des-Sœurs issue de Jeanne-Le Ber, Westmount—Ville-Marie, Outremont et Laurier—Sainte-Marie |               |             |       |         |
| 42e | 2015–2019     | Marc Miller |       | Libéral |
| 43e | 2019–2021     | Marc Miller |       | Libéral |
| 44e | 2021–2025     | Marc Miller |       | Libéral |
| 45e | 2025–en cours | Marc Miller |       | Libéral |

## Résultats électoraux
|                          | Nom                      | Parti politique          | Voix   | %       | Majorité |
| ------------------------ | ------------------------ | ------------------------ | ------ | ------- | -------- |
|                          | Marc Miller              | Libéral                  | 25 491 | 50,82 % | 13 734   |
|                          | Allison Turner           | NPD                      | 11 757 | 23,44 % |          |
|                          | Steve Shanahan           | Conservateur             | 5 948  | 11,86 % |          |
|                          | Chantal St-Onge          | Bloc québécois           | 4 307  | 8,59 %  |          |
|                          | Daniel Green             | Vert                     | 2 398  | 4,78 %  |          |
|                          | Daniel Wolfe             | Parti Rhinocéros         | 161    | 0,32 %  |          |
|                          | William Sloane           | Parti communiste         | 102    | 0,2 %   |          |
| Total des votes valides  | Total des votes valides  | Total des votes valides  | 50 164 | 99,14 % |          |
| Total des votes rejetés  | Total des votes rejetés  | Total des votes rejetés  | 435    | 0,86 %  |          |
| Total des votes exprimés | Total des votes exprimés | Total des votes exprimés | 50 599 | 59,04 % |          |
| Électeurs inscrits       | Électeurs inscrits       | Électeurs inscrits       | 85 702 |         |          |